# グレーン
グレーン（grain）は、ヤード・ポンド法における質量の単位であり、正確に 0.064 798 91グラムである。グレイン、ゲレインとも書かれる。ヤード・ポンド法の質量の単位には3種類の系統（常衡、トロイ衡、薬衡）があるが、現在では、グレーンはどの系統でも共通して同じ質量であり、常用（または常衡）ポンドの正確に7000分の1、トロイポンドの正確に5760分の1である。
日本の計量法体系では、グレーンは限られた用途にのみ使用することができる。

## 概要
グレーンは、もともとメソポタミア地方において大麦の穂の中央からとれた種1粒の重さとして定義された。今日でも"grain"には穀物という意味がある。かつては、ポンドとグレーンとは別々の単位であり、その換算値は様々であったが、1574年に商人と金細工職人からなる委員会が調査して、1常用ポンドがほぼ7000グレーンに等しいことが確認された。その後、1758年の法令によって1常用ポンド = 正確に7000グレーンと定められた。
1959年7月1日以降、1グレーンは正確に 0.064 798 91グラム（64.798 91ミリグラム）である。これは、英米などの6カ国による1958年の国際協定で、常用（常衡）ポンドが7で割り切れるように、0.453 592 37 kgと定義されたからである。この、国際協定で定義されたポンドは「国際ポンド」と呼ばれている。
今日ではグレーンは、弾丸や火薬の質量を量るのに用いられている。以前は錠剤の質量の計量にも用いられていた。近代の硬貨の量目の単位としても用いられた。例えば1871年に制定された新貨条例では硬貨の量目をグラムとグレーンで併記しており、中でも貿易銀はグレーンを基準に量目を定めた。真珠やダイヤモンドの質量の計量には「メートル法グレーン(metric grain)」または「真珠グレーン(pearl grain)」という単位が用いられる。これは50ミリグラム（1/4カラット）に等しい。

## 記号
グレーンの単位記号は、gr である。日本の計量法体系でも同じである。
なお、蘭学者の宇田川玄真は「遠西医方名物考」においてグレーンの表記のためにローマ字のGに倣って「𬼗(U+2CF17、氏の横棒を外した形)」という字を作成した
。他に「喱」とも漢字表記された。